# Morisonia oblongifolia
Morisonia oblongifolia là một loài thực vật có hoa trong họ Capparaceae. Loài này được Britton mô tả khoa học đầu tiên năm 1889.